# 迪士尼光影匯

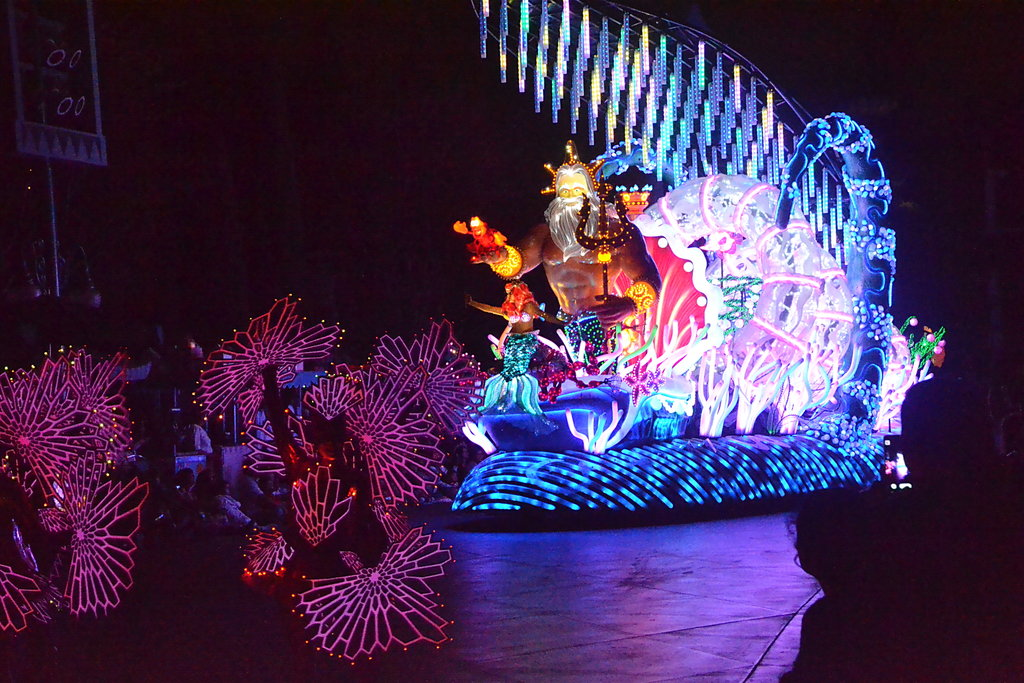
加州迪士尼樂園光影匯的小魚仙主題花車。

迪士尼光影匯 ('Disney Paint the Night'Parade)是創如於香港迪士尼樂園的一個夜間巡遊，開始於2014年10月1日。於每晚由幻想世界的故事劇場開始，在指定地點巡遊車會停上走動，讓遊客可以使用光影畫筆玩樂，約3分鐘後巡遊車會繼續走動，並於美國小鎮大街結束。主旋律為Owl City - When Can I See You Again，並加入中文歌詞。
另外，位於加州的迪士尼樂園度假區的迪士尼樂園，為了慶祝60週年，亦會在2015年5月22日開始開辦迪士尼光影匯。

## 巡遊車隊伍
每一架巡遊車都自己的主題。
- 奇妙仙子巡遊車
- 怪獸公司巡遊車
- 反斗車王巡遊車
- 小魚仙巡遊車
- 美女與野獸巡遊車隊伍
- 反斗奇兵巡遊車
- 米奇巡遊車隊伍

## 香港迪士尼樂園巡遊資料
- 演出日期：2014年10月1日-現今
- 演出長度：約40分鐘
- 演出時間：19:30
- 巡遊隊伍：七輛巡遊車 加 多架輔助巡遊車

## 迪士尼樂園巡遊資料
- 演出日期：2015年5月22日-2017年1月8日
- 演出長度：約45分鐘
- 演出時間：未知
- 巡遊隊伍：未知

巡遊隊伍將移至加州冒險樂園演出，並加入「超人特攻隊亅花車，位置未明

## 迪士尼加州冒險樂園巡遊資料
- 演出日期：2018年4月13日-2018年11月7日
- 演出長度：未知
- 演出時間：未知
- 巡遊隊伍：未知

## 獎項
2015年11月28日，迪士尼光影匯夜間巡遊獲世界主題娛樂協會舉辦、主題娛樂大獎中的《傑出成就獎-巡遊演出》，及由國際遊樂園及景點協會頒發的2015卓越大銅鈴獎《最佳多媒體演出》兩項殊榮。

## 外部連結
- 香港迪士尼樂園︰炫目光影  帶你投入樂園新景象 （页面存档备份，存于）

https://www.hongkongdisneyland.com/zh-hk/https://www.hongkongdisneyland.com/zh-hk/entertainment/disney-paint-the-night/%5B%5D